# Верхньотроїцьке (Туймазинський район)
Верхньотро́їцьке (рос. Верхнетроицкое, башк. Үрге Троицк) — село у складі Туймазинського району Башкортостану, Росія. Адміністративний центр Верхньотроїцької сільської ради.
Населення — 816 осіб (2010; 817 у 2002).
Національний склад:
- башкири — 44 %
- росіяни — 42 %